# José Rodríguez Rodríguez
José «Pepe» Rodríguez Rodríguez (Río, 20 de junio de 1950) es un escritor y periodista español que se ha centrado principalmente en temas de Galicia y Filipinas.

## Primeros años y educación
Pepe Rodríguez nació en Río (Orense) el 20 de junio de 1950 y pasó su infancia y su juventud en la provincia de Orense, en Galicia. Tras obtener su título universitario en Ingeniería Agraria en Madrid, Rodríguez realizó un breve servicio militar en el Sahara Español. Recibió un doctorado honoris causa en Humanidades por la Universidad de Manila, la Universidad Saint Mary de Nueva Vizcaya y la Universidad Estatal de Mindanao Occidental de la ciudad de Zamboanga.

## Carrera profesional
Rodríguez comenzó a trabajar como periodista y corresponsal de los principales diarios españoles en Filipinas. Trabajó como redactor jefe de la Agencia EFE, la agencia de noticias internacional española, y fue el responsable regional para el Sudeste de Asia y el Pacífico. Junto con Raúl Manglapus y otros hispanistas filipinos, cofundó el semanario Crónica de Manila, una publicación filipina en España. José Rodríguez también fundó el Centro Gallego de Filipinas, una asociación de gallegos en Asia con el objetivo de promover las relaciones entre la región de Galicia y Filipinas.
Rodríguez fue director de la Real Academia de la Lengua Española en Filipinas de 1994 a 2003, y es asociado de las Academias de los Estados Unidos de América, Chile, El Salvador y exdirector del Instituto Cervantes de Manila.
Entre otras publicaciones, es autor de:
- Crónicas: Random Recollections of a Spanish Journalist in the Philippines (2000)[3]
- Philippines First Ladies Portraits (2003)[4]
- Front Pages of Philippine History = Primeras Páginas de la Historia de Filipinas (2013)[5]
- Cruceiro : Spanish Galicia at some crossroads in Philippine history and culture, 1521-1898 (2011)[6]

## Premios
Rodríguez ha sido galardonada con la Encomienda de Isabel la Católica, la Orden de Sikatuna, la Medalla de Galicia y el Premio de Turismo Terras de Trives .

## Vida personal
Rodríguez está casado con la artista filipina Lourdes Coching.